# Герб Ньюфаундленду і Лабрадору
Герб Ньюфаундленду і Лабрадору — один з офіційних символів канадійської провінції Ньюфаундленд і Лабрадор.

## Опис
Червоне поле геральдичного щита розділене на чотири частини прямим срібним хрестом. У першій і четвертій частинах щита - золоті британські короновані леви, у другій і третій - срібні шотландські єдинороги, закуті в золоті ланцюги .
Клейнод: на червоно-золотому бурелеті - лось, як символ дикої природи провінції.
Щитотримачі: два індіанця в бойовому спорядженні, озброєні луками. Вони символізують беотуків - плем'я так званих «червоних індіанців» (англ. Red Indians - корінних мешканців острова Ньюфаундленд.
Підніжжя герба зелене, по ньому проходить золота стрічка з девізом - «Шукайте перш за все Царства Божого» (лат. «Quaerite Prime Regnum Dei» Вислів взято з Євангелія від Матвія, вірш 6:33.

## Історія
Герб є одним з найстаріших в Канаді, відомий з 1637 роки як герб, присвоєний королем Англії Карлом I серу Девіду Керку, який був губернатором-власником Ньюфаундленду з 1638 по 1651 рік.
Червоний геральдичний щит був розділений срібним хрестом на чотири частини, в першій і четвертій частинах якого був зображений золотий британський лев, у другій і третій - срібний єдиноріг.
Після смерті Девіда Керка і в зв'язку з рядом історичних подій, герб був забутий і не вживався до початку 1920-х років. 
Натомість колонія використовувала як свою Велику Печатку як королівський герб, так і дизайн, який був затверджений в 1820 році і включав значок із зображенням фігури римського бога торгівлі Меркурія, що представляє алегорії Британії рибалку, який, стоячи на колінах, пропонує урожай моря. Під цим з'являються латинські слова "Haec Tibi Dona Fero", що означають "Ці подарунки я приношу тобі", а по колу печатки написано "Sigillum Terrae Novae Insulae", що означає "Печатка острова Терра Нова".
У 1893 р. Д. Проуз опублікував «Історію Ньюфаундленду», в якій надрукував копію герба Ньюфаундленду. Проуз помилково приписував герб Джону Гаю, і підписав зображення як герб "Лондонської та Брістольської компанії з колонізації Ньюфаундленду". Поштове відділення Ньюфаундленду використало його помилку, випустивши в 1910 році двоцентову марку із зображенням герба, включаючи атрибуцію Лондонської та Бристольської компаній, яка фінансувала спробу колонізації Гая.
Після Першої світової війни Комісія Імперських воєнних могил попросила знати, яку зброю слід використовувати на меморіалах у французьких соборах, присвячених пам'яті Ньюфаундленду та участі Лабрадора. Верховний комісар Ньюфаундленда в Англії, сер Едгар Боурінг розпочав пошуки, але його наступник капітан Віктор Гордон зробив запит чи герб Кірке належить Ньюфаундленду. 18 лютого 1925 року Геральдична палата Великої Британії підтвердила, що герб Кирка належить Ньюфаундленду. Герб був офіційно затверджений урядом 1 січня 1928 року.
Зображення герба провінції Ньюфаундленд і Лабрадор офіційно зареєстровано і захищено патентом.

## Галерея

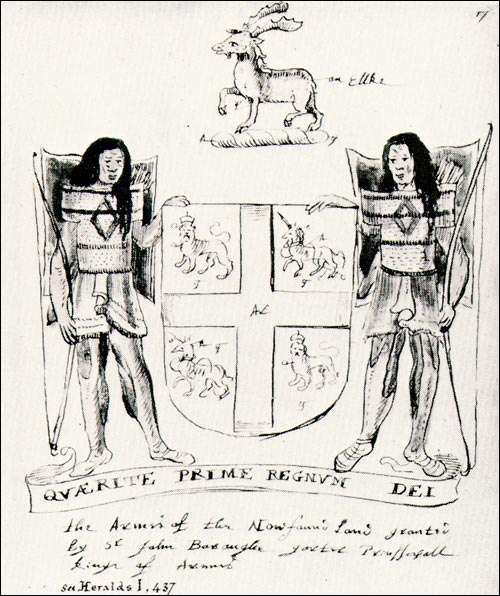
Ескіз герба, наданого серу Девіду Кирці в 1637 році
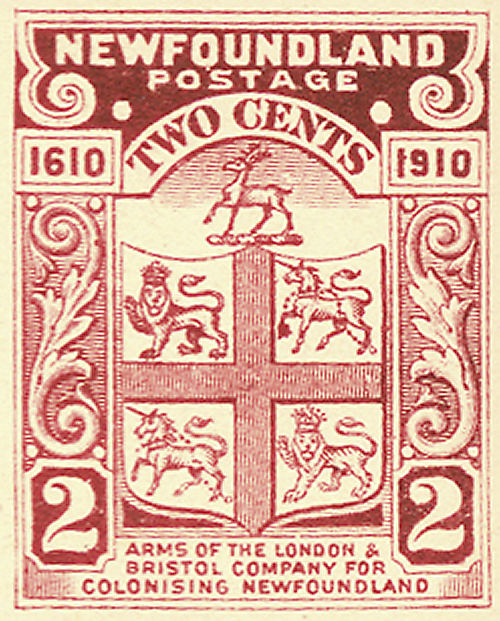
Поштова марка Ньюфаундленду присвячена Лондонської-Брістольський компанії
Бейдж Ньюфаундленду (1870–1904)
Бейдж Ньюфаундленду (1904–1987)
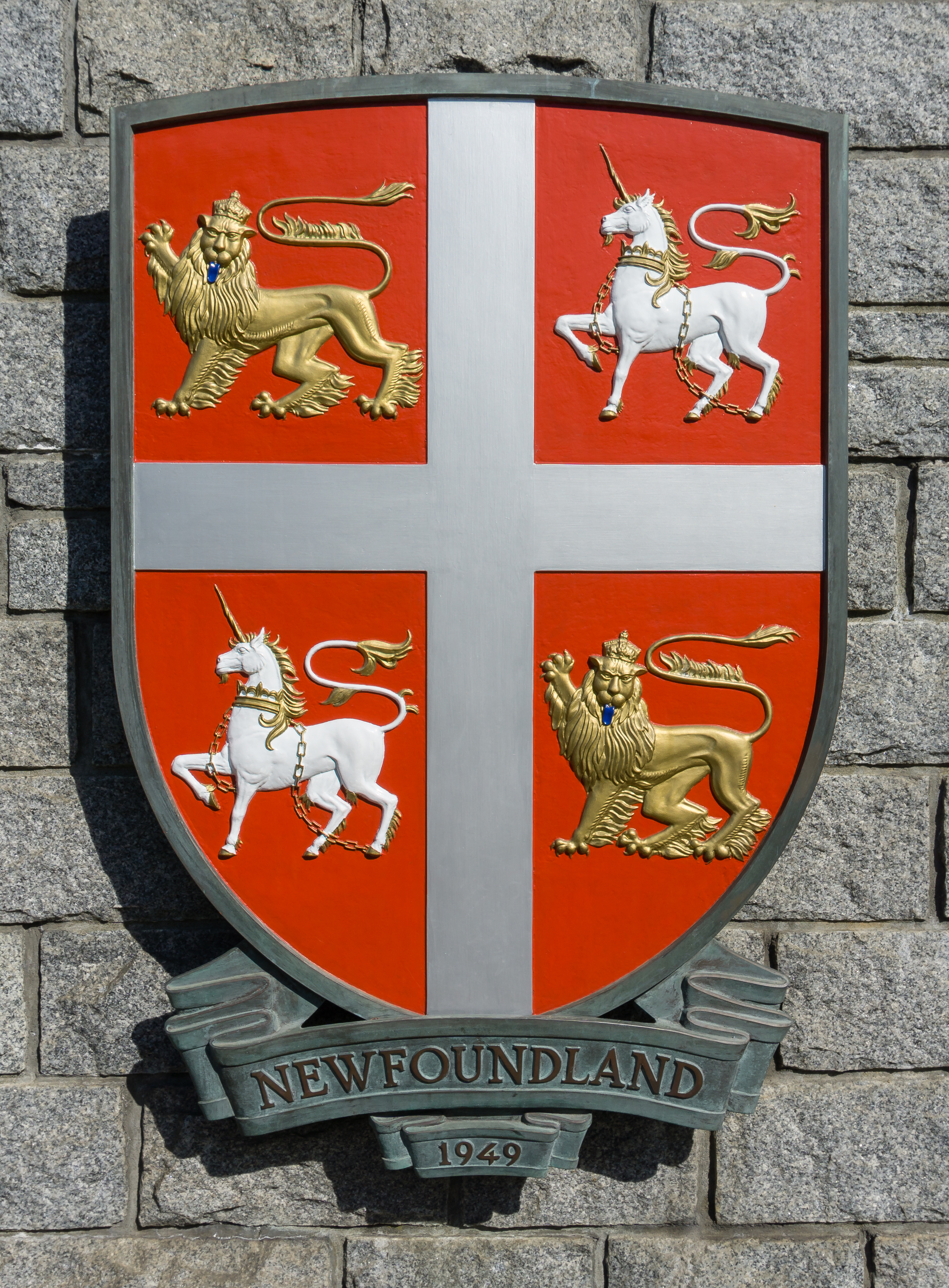
Герб Ньюфаундленду у Вікторії